# Pinguini innamorati
Pinguini innamorati (Peculiar Penguins) è un film del 1934 diretto da Wilfred Jackson. È un cortometraggio d'animazione della serie Sinfonie allegre, distribuito negli Stati Uniti dalla United Artists il 1º settembre 1934. Al fine di ottenere movimenti più realistici per i protagonisti, dei pinguini vivi furono portati nello studio per l'osservazione e la messa in posa; sull'evento furono realizzati servizi fotografici pubblicati su The New York Times e Woman's Home Companion.

## Trama
In Antartide è presente un'isola abitata da una colonia di cinquanta milioni di pinguini. Qui, un pinguino porta alla sua fidanzata un cono gelato di neve, lei lo bacia e lui si sente leggero. Nel "volare", atterra accanto a un laghetto in cui vede dei pesci e cerca di pescarne uno per la fidanzata. Dopo alcune difficoltà ci riesce, ma non si accorge che ha catturato un pesce palla. La pinguina è felice di ricevere il pesce pescato dal compagno; tuttavia, dopo averlo mangiato, inizia a gonfiarsi e sgonfiarsi in continuazione finché il fidanzato non le fa espellere il pesce tirandole un calcio nel fondoschiena. Contrariata dal trattamento ricevuto, la pinguina non gli dà il tempo di spiegare, lo schiaffeggia e se ne va a nuotare in mare. Il pinguino maschio avvista dall'alto uno squalo e urla alla pinguina di fare attenzione, ma lei lo ignora pensando che stia solo cercando di farla tornare indietro. Poco dopo però, lo squalo emerge in superficie e la pinguina, capendo il pericolo, urla disperata per chiamare aiuto. Il fidanzato allora si precipita a salvarla e, dopo un'intensa lotta, riesce a sconfiggere il pescecane facendogli ingoiare un grosso masso che lo fa sprofondare. La pinguina così perdona il suo fidanzato, e i due possono felicemente sposarsi. Il cartone si conclude con i due pinguini che fanno un inchino formando un'immagine a forma di cuore.

## Distribuzione

### Edizione italiana
Il film fu distribuito in Italia nel 1934 in lingua originale, venendo doppiato solo nel 1998 dal complesso vocale di Ermavilo in occasione dell'inclusione nella VHS Topolino & Minni innamorati.

### Edizioni home video

#### VHS
America del Nord
- Silly Symphonies: Animal Tales (7 gennaio 1986)
- Starring Silly Symphonies (6 ottobre 1987)

Italia
- Silly Symphonies (maggio 1986)[3]
- Topolino & Minni innamorati (febbraio 1998)[4]
- Paperino & C. - Avventure tutte da ridere (22 gennaio 2002)[5]
- Disney cuori & amori (febbraio 2004)[6]

#### DVD
Il cortometraggio fu distribuito in DVD-Video nel secondo disco della raccolta Silly Symphonies, facente parte della collana Walt Disney Treasures e uscita in America del Nord il 4 dicembre 2001 e in Italia il 22 aprile 2004. In Italia fu incluso anche nel DVD Disney Cuori & Amori (uscito il 12 febbraio 2004), mentre in America del Nord fu inserito in Holiday Celebration with Mickey and Pals, uscito il 27 settembre 2005 come quarto volume della collana Classic Cartoon Favorites.

## Altri media
Il cartone animato ricevette un adattamento a fumetti in 11 tavole domenicali, scritte da Ted Osborne e disegnate da Al Taliaferro e pubblicate dal 1º luglio al 9 settembre 1934; in Italia furono pubblicate lo stesso anno nei numeri 93-97 di Topolino col titolo L'isola dei pinguini. Il 30 giugno 1953 fu pubblicato nel secondo numero della testata Silly Symphonies un altro adattamento, disegnato da Harvey Eisenberg; in Italia fu pubblicato nel n. 81 di Topolino col titolo Il pinguino innamorato. In questi adattamenti, i pinguini vengono chiamati Peter e Polly.